# 廊曼縣
廊曼區（皇家轉寫：Don Mueang）是泰國首都曼谷轄下的50個区之一。廊曼縣總面積36.803平方公里。根據泰國官方於2017年所作的人口普查數據顯示：居住於廊曼縣的總人口數量為168973人。廊曼國際機場、廊曼泰國皇家空軍基地以及泰國皇家空軍博物館皆位於廊曼縣。 